# Changzhen (sockenhuvudort i Kina, Shanxi Sheng, lat 39,25, long 111,82)
Changzhen är en sockenhuvudort i Kina. Den ligger i provinsen Shanxi, i den norra delen av landet, omkring 170 kilometer nordväst om provinshuvudstaden Taiyuan. Antalet invånare är 5 056. Befolkningen består av 2 435 kvinnor och 2 621 män. Barn under 15 år utgör 13,0 %, vuxna 15-64 år 77 %, och äldre över 65 år 9,0 %.
Runt Changzhen är det ganska tätbefolkat, med 72 invånare per kvadratkilometer. Närmaste större samhälle är Bajiao, 7,1 km sydost om Changzhen. Trakten runt Changzhen består i huvudsak av gräsmarker.
Genomsnittlig årsnederbörd är 681 millimeter. Den regnigaste månaden är juli, med i genomsnitt 207 mm nederbörd, och den torraste är december, med 2 mm nederbörd.